# Pseudocopicucullia iranica
Pseudocopicucullia iranica är en fjärilsart som beskrevs av Brandt 1941. Pseudocopicucullia iranica ingår i släktet Pseudocopicucullia och familjen nattflyn. Inga underarter finns listade i Catalogue of Life.